# Crassicauda bennetti
Crassicauda bennetti is een rondwormensoort uit de familie van de Tetrameridae. De wetenschappelijke naam van de soort is voor het eerst geldig gepubliceerd in 1926 door Spaul.